# Zasad
Zasad (en serbe cyrillique : Засад) est un village de Serbie situé sur le territoire de la ville de Kraljevo, district de Raška. Au recensement de 2011, il comptait 82 habitants.

## Démographie
| 1948 | 1953 | 1961 | 1971 | 1981 | 1991 | 2002 | 2011 |
| ---- | ---- | ---- | ---- | ---- | ---- | ---- | ---- |
| 195  | 194  | 178  | 165  | 151  | 128  | 109  | 82   |

|  |